# Most valuable player
MVP (ang. most valuable player – najbardziej wartościowy gracz) – tytuł przyznawany najlepszemu zawodnikowi danego meczu lub danej fazy rozgrywek sportowych, najczęściej w amerykańskich ligach zawodowych (np. w lidze NBA – wybiera się w niej oddzielnie MVP rundy zasadniczej i MVP fazy finałowej); również w rozgrywkach i turniejach różnej rangi w m.in. koszykówce, siatkówce, piłce nożnej, hokeju na lodzie, piłce ręcznej.
Tytuł MVP sezonu zasadniczego w NBA jest przyznawany od sezonu 1955/56, natomiast finałów od 1969 roku.
Tytuł MVP przyznawany jest też m.in. w mistrzostwach świata w piłce nożnej, mistrzostwach Europy w piłce nożnej, mistrzostwach świata w piłce ręcznej, Mistrzostwach Polski Waterpolo.